# Герб Сум
Герб Сум (укр. Герб Сум) – официальный геральдический символ города Сумы, административного центра Сумской области Украины, утверждённый IV сессией городского совета 15 февраля 1991 года.

## Описание
Герб представляет собой щит французской формы серебристого цвета. Щит имеет серебристый  окрас при цветном изображении герба и белый окрас, при черно-белом изображении. Отношение ширины герба к его длине составляет 3/4.
На поле герба размещены три чёрные сумки (две вверху и одна внизу) с ремнями и золотыми пуговицами. По своей форме они похожи на сумки казаков Сумского полка. Чёрный цвет символизирует осторожность и мудрость.
Пуговицы имеют золотой окрас при цветном изображении герба и белый с точками, при черно-белом изображении.
Герб города можно размещать: 
- на фасадах зданий и помещениях Сумского городского совета и  районных советов города Сумы;
- в помещениях руководителей Сумского городского совета и районных советов города Сумы;
- в гражданских приёмных депутатов городского совета.

Предприятия, учреждения и организации могут использовать изображение герба города для рекламных мероприятий с разрешения главы города, секретаря городского совета и управляющего делами исполнительного комитета городского совета при условии уплаты сбора за использование городской символики.

## История
Первым символом Сум можно считать флаг Сумского полка, утверждённый в 1659 году. Полотнище флага было голубым, на нём была изображена Богородица, в белом одеянии. В одной руке она держала Христа, а в другой Библию. Символом победы православия над исламом был перевернутый полумесяц, на котором стояла Богородица.
Как известно, в 1734 году Сумы стали на целое десятилетие центром Слобожанской Украины. Алексей Шаховский, возглавлявший тогда комиссию по устройству слободских полков Сумщины, пытаясь выслужиться перед правительством и искоренить излишки традиций казачества, обратился к императрице Анне Иоанновне, чтобы она разрешила сменить символику. Шаховский просил создать новые гербы и флаги для слободских городов. Создать новые геральдические символы попросили немца Иоганна Беккенштейна, заведующего кафедрой геральдики Академии наук Петербурга. Он предложил 14 вариантов Сумского герба. Однако новый герб так и не был утвержден.

### Герб периода Российской империи

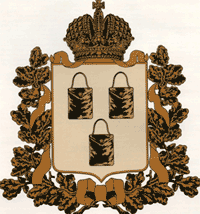
Первый герб города

В 70—80-х годах XVIII века императрица Екатерина II провела ряд городских реформ, повлиявших так же и на символику городов. Князь Михаил Щербатов в 1775 году предложил городу новый герб и флаг, чтобы окончательно искоренить у оставшихся казаков память о демократических традициях Запорожской Сечи.
Флаг был утвержден в 1776 году. Это было полотнище синего цвета с серебристым гербом. А новый герб утвердили 21 сентября 1781 года (закон № 15238) вместе с остальными гербами Харьковского наместничества - это был действующий символ города, т.е. три сумки с золотыми пуговицами на серебристом щите. Интересно, что гербу Сум тогда удалось избежать изображения в верхней части харьковского герба, как это было на гербах большинства городов губернии, возможно, благодаря особенному статусу, т.к. с 1765 года Сумы были центром провинции.

### Проект Бориса Кёне

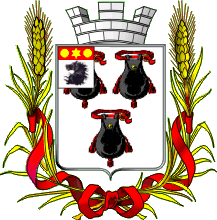
Проект Бориса Кёне

В 1857 году было создано новое геральдическое отделение, которое возглавил барон Кёне. Он разработал общий принцип украшений гербов уездных городов, таких как Сумы.
В 1863 году Б. Кёне был разработан проект нового герба города. В серебристом поле находились три чёрные сумки с красными поясами и кистями (сверху две, а внизу одна). В свободной части находился герб Харьковской губернии. Щит был увенчан серебряной городской короной с тремя башнями и обрамлен двумя золотыми колосьями, перевязанными Александровской лентой. Официального утверждения герб так и не получил.
В 1870 году утверждено городское положение, по которому изображение герба должно присутствовать на всех видах атрибутов власти городского  главы, членов городской управы, служащих торговой и хозяйственной полиции, старост и их помощников.

### Советский герб

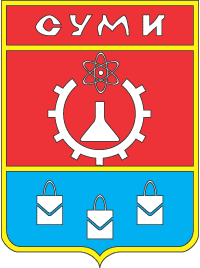
Советский герб

После революции 1917 года вместо традиционных гербов стали использоваться «интернациональные» символы.
В начале 1972 года по распоряжению Михаила Лушпы ученики школы художников-оформителей представили на конкурс свои работы. Победил проект Ивана Бондаря. Он и был утвержден как новый герб города Сумы. Новый герб представлял собой красный щит с лазурной базой (цвет флага Украинской ССР), содержавшей изображения с исторического герба — три сумки. На красном поле были изображены серебристая шестерёнка с ретортой и символом атомной энергетики. Во главе герба была надпись «Суми».